# Raúl Lara
Raúl Lara (* 28. Februar 1973 in Mexiko-Stadt) ist ein ehemaliger mexikanischer Fußballspieler, der meistens im defensiven Mittelfeld agierte.

## Leben

### Verein
Lara begann seine Profikarriere bei seinem Heimatverein América, bei dem er zwischen 1990 und Ende 2002 mehr als zwölf Jahre lang unter Vertrag stand und mit dem er gerade noch rechtzeitig vor seinem Weggang zum ehemaligen Filialteam San Luis den mexikanischen Meistertitel gewann. Nach einer weiteren Erstligastation beim Puebla FC in der Saison 2003/04 ließ er seine aktive Laufbahn in der Saison 2004/05 bei den in der zweiten Liga spielenden Lobos de la BUAP ausklingen.

### Nationalmannschaft
Sein Debüt im Dress der mexikanischen Nationalmannschaft gab Lara am 11. Januar 1996 beim 5:0-Sieg gegen die Auswahl von St. Vincent und die Grenadinen. Seinen letzten Länderspieleinsatz absolvierte er am 16. Juli 2000, als Panama mit 1:0 bezwungen wurde.
Lara wirkte beim olympischen Sommerturnier 1996 ebenso mit wie bei der Fußball-Weltmeisterschaft 1998, bei der er in den Spielen gegen Südkorea (3:1), Belgien (2:2) und Deutschland (1:2) zum Einsatz kam.

## Erfolge
- Mexikanischer Meister: Ver 2002
- CONCACAF Champions’ Cup: 1990 und 1992
- Copa Interamericana: 1991